# Forlimpopoli
Forlimpopoli es una ciudad italiana de la provincia de Forlì-Cesena, en Emilia-Romaña. En 2007 tenía una población de 12 560 habitantes. Se encuentra sobre la Vía Emilia, entre Forlì y Cesena. Está 8 km al este de Bolonia, la capital regional. 

## Historia
Forlimpopoli fue fundada en el 173 a. C. por el cónsul romano Marco Popilio Lenas y recibió su nombre (Forum Popili). Municipio romano en el siglo I a. C., creció durante el imperio y comenzó su decadencia en el siglo III. Fue sede de un obispado en una fecha incierta durante el pontificado de Silvestre I. El primer obispo fue San Rufilo (hacia el año 330), que es el patrón de la ciudad; un obispo llamado Asellus estuvo presente en un sínodo romano que eligió al papa Símac en el 498, y en el 649 el obispo Esteban asistió a un concilio en Roma relacionado con el monoteísmo.
La ciudad pasó posteriormente a manos de los ostrogodos y luego a los bizantinos. En una fecha incierta entre el 665 y el 670 el rey lombardo Grimoald atacó la ciudad y la saqueó. En el 754 los lombardos fueron derrotados por Pipino y tuvieron que ceder Forlimpopoli al papa. La ciudad fue gobernada por los obispos, pero a partir del 1162 se reafirmó el poder del común, que gobernó la ciudad dejando a los obispos la dirección espiritual,pero también una gran influencia.
Las familias aristocráticas tuvieron el control de los principales cargos del común,y por otra parte entre los obispos destacaron Pedro (1073), Ubertello (1214) y Tadeo (1285); en el siglo XIV, hacia el 1305, los Ordelaffi de Forli se hicieron con el poder en Forlimpopoli y de hecho, excepto algunas interrupciones, lo conservaron hasta el 1360.
El cardenal Gil de Albornoz en el 1357 ocupó Cesena (junio) y Forlimpopoli (25 de julio), pero cuando el cardenal se fue en septiembre de 1357, Francesco II Ordelaffi, que todavía conservaba Forli, quemó la estatua del papa en la plaza pública, así que Albornoz volvió en 1359 y derrocó a los Ordelaffi de Forli, pero les permitió conservar Forlimpopoli y Castrocaro, pero en 1360 cambió de opinión y arrasó la ciudad. El obispado se trasladó a la ciudad de Bertinoro. Hacia el año 1380 Sinibaldo I Ordelaffi reconstruyó las murallas pero la ciudad no se recuperó y se mantuvo como una pequeña localidad.
El papa incluyó Forlimpopoli en los dominios de su sobrino Girolamo Riario, casado con Caterina Sforza (1474), y en 1499 pasó a César Borja.  En 1504 volvió a manos del papa.  En 1535 el papa dio la ciudad a Antonello Zampeschi, y a su muerte lo sucedió Brunoro II Zampeschi que fue un notable caballero al servicio del papa, Venecia, Saboya y Francia. El 1592 pasó por herencia a los príncipes Savelli, y finalmente al cardenal Capponi. Ocupada por Francia en 1797, fue parte de la República Cispadana, posteriormente pasó a Austria, y otra vez a la Cispadana, a la República Cisalpina, y al reino napoleónico de Italia; en 1814 fue ocupada por los austríacos y en 1815 reconocida posesión del papa en el Congreso de Viena.

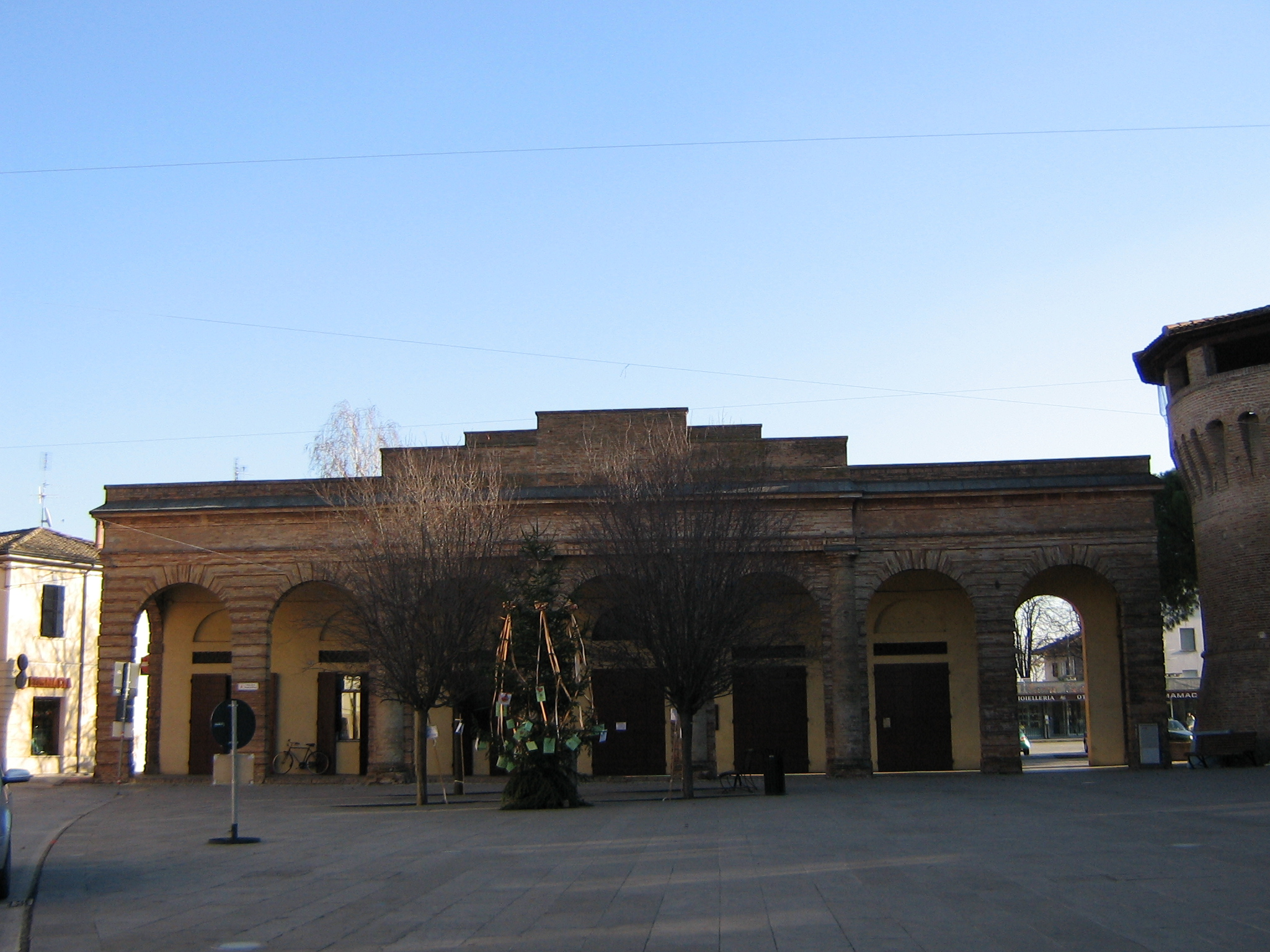
Edificio en la localidad

Forlimpopoli se reconstruyó lentamente durante siglos y fue restaurada al rango de ciudad por León XII (1823-1829) pero el obispo permaneció a Bertinoro. En 1831 participó en los motines de febrero. En 1851 fue saqueada por el jefe de bandoleros Stefano Pelloni conocido como "Passatore" y entre los muertos que causó había el padre Pellegrino Artusi, autor del libro sobre cocina La scienza in cucina e l’arte di mangiar bene. En 1860 la ciudad quedó integrada en el Reino de Italia.
A finales del siglo XIX estudió en su escuela Benito Mussolini. En la Segunda Guerra Mundial fue bombardeada por los aliados, y muchos habitantes estuvieron con la resistencia; la ciudad fue liberada el 25 de octubre de 1944.

## Demografía
| Gráfica de evolución demográfica de Forlimpopoli entre 1861 y 2001 |
|                                                                    |
| Fuente ISTAT - elaboración gráfica de Wikipedia                    |